# Алтенштат на Валднабу
Алтенштат на Валднабу (њем. Altenstadt an der Waldnaab) општина је у њемачкој савезној држави Баварска. Једно је од 38 општинских средишта округа Нојштат на Валднабу. Према процјени из 2010. у општини је живјело 4.986 становника. Посједује регионалну шифру (AGS) 9374111.

## Географија
Алтенштат на Валднабу се налази у савезној држави Баварска у округу Нојштат на Валднабу. Општина се налази на надморској висини од 419 метара. Површина општине износи 22,0 km².

## Становништво
У самом мјесту је, према процјени из 2010. године, живјело 4.986 становника. Просјечна густина становништва износи 226 становника/km².